# Jaime Chila
Jaime Chila (4 de abril de 1982) es un futbolista ecuatoriano que actualmente juega en el club Galácticos fútbol club de la Segunda Categoría de Ecuador.

## Trayectoria
En el 2019 defenderá al Galácticos fútbol club de la ciudad de Montecristi (Ecuador).
En el 2007 debutó en el Barcelona Sporting Club.
 Para el  año 2008, jugó en Club Deportivo Cuenca y el  2009 regresó de nuevo al Barcelona Sporting Club para defenderlo.